# Andrej Nikiforovič Voronichin

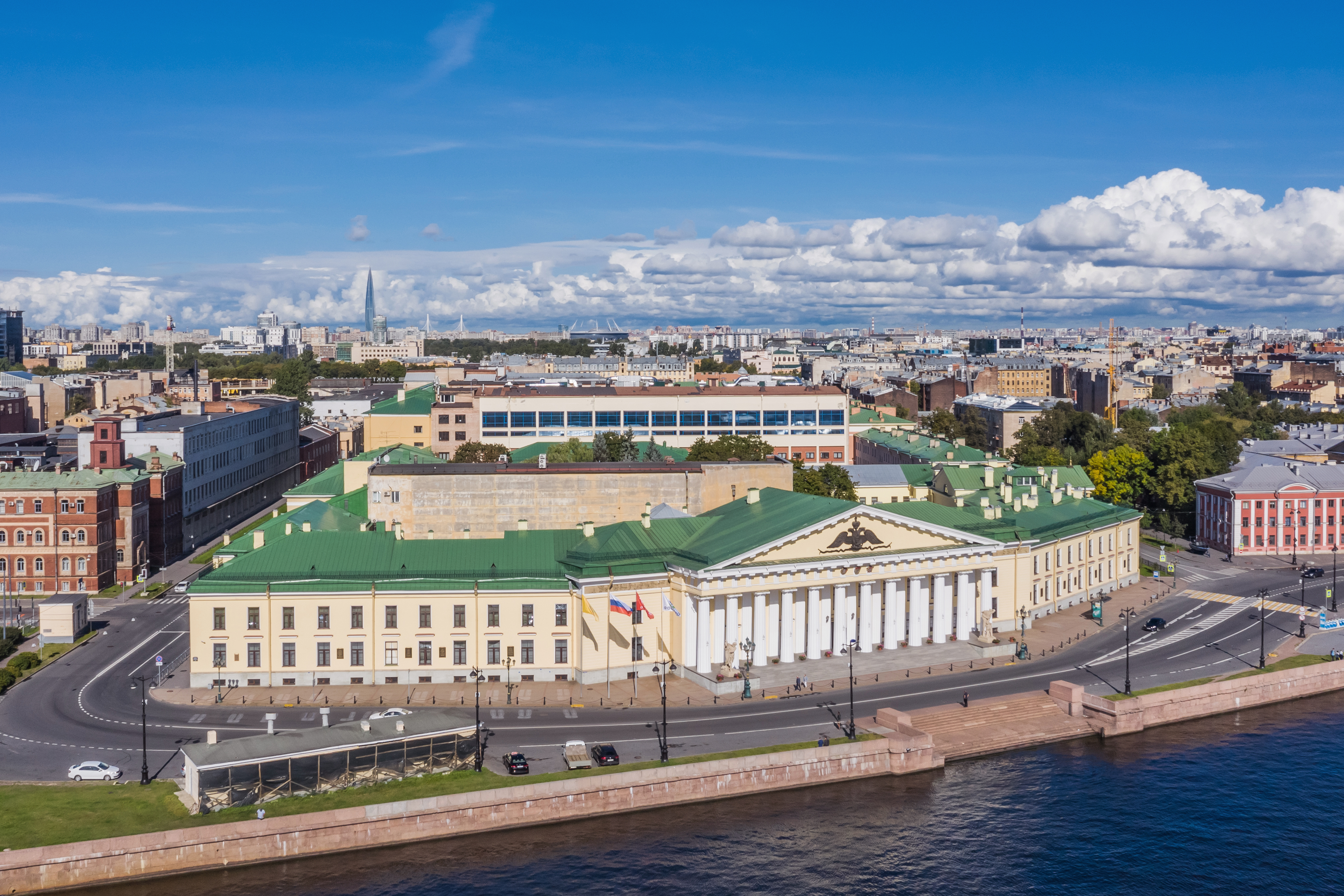
Facciata dell'Istituto minerario di San Pietroburgo

Andrej Nikiforovič Voronichin (in russo Андрей Никифорович Воронихин?; Usol'e, 28 ottobre 1759 – San Pietroburgo, 5 marzo 1814) è stato un architetto russo.

## Biografia
Si formò a Mosca e successivamente, tra il 1786 ed il 1790, studiò l'architettura nel resto d'Europa, in particolare in Italia, ma anche l'acropoli di Atene.
Rientrato in patria, fu artefice delle trasformazioni neoclassiche che interessarono San Pietroburgo tra la seconda metà del XVIII e l'inizio del XIX secolo.
Le sue opere migliori, tutte a San Pietroburgo, sono la Cattedrale di Kazan' (1801-1811) e la facciata dell'Accademia mineraria (dal 1806) sull'Isola Vasil'ievskij.
In particolare, la cattedrale rimanda ai modelli cattolici romani, con il grande emiciclo colonnato che si apre davanti al prospetto neoclassico della chiesa; invece, la facciata dell'Istituto minerario, schermata da un portico dodecastilo, riprende il tema del tempio di Poseidone a Paestum.
Massone, fu iniziato nella loggia di Mosca Le Tre Virtù (Три Добродетели), diventò poi membro della loggia Skromnost (Скромность) di San Pietroburgo.